# Gūrak Soleymānī
Gūrak Soleymānī (persiska: گورک سلیمانی) är en ort i Iran.   Den ligger i provinsen Bushehr, i den centrala delen av landet, 800 km söder om huvudstaden Teheran. Gūrak Soleymānī ligger 11 meter över havet och antalet invånare är 240.
Terrängen runt Gūrak Soleymānī är platt. Runt Gūrak Soleymānī är det ganska glesbefolkat, med 40 invånare per kvadratkilometer. Närmaste större samhälle är Choghādak, 5,6 km norr om Gūrak Soleymānī. Trakten runt Gūrak Soleymānī är ofruktbar med lite eller ingen växtlighet.